# 布雷若兰迪亚
布雷若兰迪亚是巴西巴伊亚州的一个市镇。总面积2619.439平方公里，总人口9069人，人口密度3.5人/平方公里。